# Zégoua
Zégoua is een gemeente (commune) in de regio Sikasso in Mali. De gemeente telt 33.000 inwoners (2009).
De gemeente bestaat uit de volgende plaatsen:
- Dialakorosso
- Fanidiama
- Kalibéné
- Katélé
- Katioloni
- Nassoulou
- Zampédougou
- Zégoua
- Ziangolodougou